# Mount Cameroon
Mount Cameroon of ook wel Berg Kameroen of Mount Kameroen (en in de lokale taal Mongo ma Ndemi ("Berg der Grootheid")), is een vulkaan in Kameroen. De vulkaan heeft een hoogte van 4095 meter en is daarmee de hoogste berg in West-Afrika. Mount Cameroon ligt vlak bij de kust en is daarom reeds in de 5e eeuw v.Chr. waargenomen door de Carthaagse ontdekkingsreiziger Hanno, en daarvóór door de oorspronkelijke bewoners van het gebied. De vulkaan is een onderdeel van een vulkanische lijn die door Kameroen tot ver in de Atlantische Oceaan loopt, en is nog steeds actief. De meest recente uitbarstingen dateren van 28 maart 1999 en 28 mei 2000. Op de lage flanken zijn vrij dichte tropische bossen.

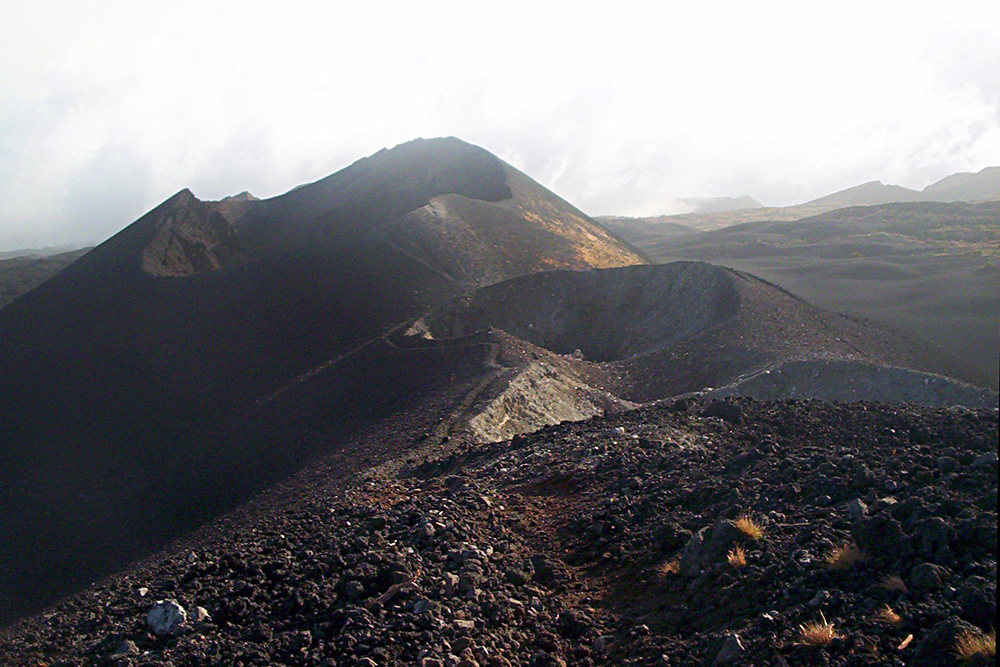
Kraters op Mount Cameroon, opname december 2005

Mount Cameroon is een populaire berg voor bergbeklimmers en lopers. De klim zelf is niet echt gevaarlijk en wordt als vrij gemakkelijk bestempeld. De beklimming start vaak vanuit Buéa.
Ook is er jaarlijks, rond eind januari, een hardloopwedstrijd naar de top van de berg en terug, de Race of Hope. De wedstrijd is ongeveer 40 kilometer lang.